# Flughafen Kaltenkirchen

i7
i11
i13
Der Plan, einen Flughafen Kaltenkirchen zu bauen, war ein in den 1960er Jahren begonnenes, niemals verwirklichtes und inzwischen aufgegebenes Projekt für einen Großflughafen für Hamburg – vergleichbar einerseits mit dem ebenfalls nicht realisierten Berliner Großflughafen am Standort Sperenberg, andererseits aber auch mit dem seit 1992 in Betrieb befindlichen Flughafen München II bei Freising für München. Er sollte den innerstädtisch gelegenen Flughafen Fuhlsbüttel ersetzen. Am Standort westlich von Kaltenkirchen wurden von der Hamburger Flughafengesellschaft dafür in den Folgejahren große Flächen aufgekauft. Diese befinden sich immer noch in deren Besitz und wurden inzwischen sogar weiter aufgestockt. Nach Aussage der Sprecherin der für einen möglichen Bau zuständigen Flughafen Hamburg GmbH (FHG) im Jahr 2003 hat die Gesellschaft die Flächen auf mittlerweile 2100 ha aufgestockt.
Darüber hinaus erklärte der ehemalige Hamburger Wirtschaftssenator Gunnar Uldall (CDU Hamburg) vor den Mitgliedern des Hamburger Luftfahrt-Presseclubs, dass sich Hamburg alle Optionen offenhalte, um das Projekt realisieren zu können. Man besitze eine Reihe der notwendigen Flächen und tausche weitere hinzu, um das künftige Flughafengelände vollständig unter Kontrolle zu haben. Ein Neubau könne dann zügig begonnen werden. Das Offenhalten der Option sei für Hamburg nicht mit Kosten verbunden.
Im Koalitionsvertrag der 2009 bei der Landtagswahl in Schleswig-Holstein erfolgreichen Regierungsparteien CDU und FDP heißt es, dass man den Standort Kaltenkirchen im Rahmen eines Luftverkehrskonzeptes überprüfen werde.
Die Wirtschaftsminister und -senatoren der Bundesländer Bremen, Hamburg, Mecklenburg-Vorpommern, Niedersachsen und Schleswig-Holstein einigten sich im August 2013 darauf, das Projekt Flughafen Kaltenkirchen nicht weiter zu verfolgen. Die bestehenden Flughäfen in Norddeutschland sollen stattdessen bei Kapazitätsengpässen zusammenarbeiten.
Im Juli 2017 schlugen Jörg Knieling, Professor für Stadtplanung und Regionalentwicklung an der HafenCity Universität und Manfred Braasch, Landesgeschäftsführer vom BUND Hamburg vor, die Idee des Flughafens Kaltenkirchen sollte neu geprüft werden, da Luftverkehr und Lärmbelastungen in Hamburg enorm gestiegen sind und durch eine Verlegung zugleich große Flächen für den nötigen innerstädtischen Wohnungsbau freigemacht werden könnten.

## Lage
In den 1970er Jahren wurden zwei parallele, etwa in Ost-West-Richtung verlaufende Start- und Landebahnen mit entsprechenden Bauten für Abfertigung und Wartung geplant. Sie sollten etwa im Gebiet zwischen Lentföhrden sowie Kaltenkirchen im Osten und Lutzhorn im Westen liegen. Letztere Gemeinde hätte aufgegeben werden müssen, ebenso weitere Siedlungen innerhalb der Bebauungszone sowie, aufgrund der zu erwartenden Lärmbelastung, in einem weiteren Bereich um den Flughafen. Die Verkehrsanbindung wäre über die östlich direkt an das Planungsgebiet grenzende A7 erfolgt.